# もしもタヌキが世界にいたら
もしもタヌキが世界にいたら（もしもタヌキがせかいにいたら）は、フジテレビ系列クイズ番組『なるほど!ザ・ワールド』のエンディングテーマとして1983年に発表され、本番組が同年8月30日放送分で通算100回を達成するのを記念するエンディング曲として制定。同年7月5日から1984年10月9日にかけて放送された楽曲である。作詞は荒木とよひさ、作曲・編曲は坂本龍一。

## 概要
歌詞には世界各国の「こんにちは」を意味する言葉と首都の地名が盛り込まれ、各国にちなんだ楽器の音色でフレーズが奏でられていた。
また、「○○タヌキになるでしょう」の「○○」は各国の名物である。
ユミ（遠藤由美子）と安田伸の在籍したバンド「シーラカンス」の競作でレコードが発売された。1984年にはユミが歌う続編「もしもタヌキが世界にいたら2」発売。こちらの編曲は瀬尾一三。
なお、当初は「ユミ」の正体は秘密だったが、『なるほど!ザ・ワールド』に「『ユミ』って一体誰なんだ?」という投書が多数来たため、番組内で遠藤由美子だった事を発表した。そして「2」ではジャケットに遠藤の顔写真が添えられた。
ユミ盤・シーラカンス盤の「もしもタヌキが世界にいたら」の初回プレス盤は正距方位図法による世界地図をコーティングしたピクチャー・レコードであった（A面が北半球、B面が南半球）。そしてどちらも7分を超す長尺曲のため、7インチ盤でありながら通常プレスも含め33⅓回転に設定された。
「もしもタヌキが世界にいたら」は10か国（「2」は9か国）が歌われており、 番組のエンディングではそのうちランダムに2コーラス（2も同様）が歌われる。ただし、「1」の3,5,8,10番および「2」の3番は番組で歌われていない。また「2」は7番以降の調が変更されるため、1コーラス目は1番から6番（3番は除く）、2コーラス目は7番以降から選ばれて放送された。
ディスクジャケット表は、「2」では後年『なるほど!ザ・ワールド』の番組マスコットを手掛けるイラストレーター、スチュワート・マスコウィッツによるタヌキが描かれていた。
これに対し「1」では、11匹のタヌキが周りにいる地球が描かれており、地球の部分を切り、地球を動かすと、タヌキが10匹に減るというトリックが添えられていた（地球追い出しパズル）。
ジャケット裏は世界の主な国名とその首都が記載されている（ユミ盤・シーラカンス盤初回盤）。

## シングル収録曲

### ユミ盤（フォーライフ 7K-105）
1. もしもタヌキが世界にいたら
作詞：荒木とよひさ
作曲・編曲：坂本龍一
2. From Tokyo -Endingメロディーはリピートで- 
作詞：荒木とよひさ
作曲・編曲：坂本龍一

### シーラカンス盤（フォーライフ 7K-110）
1. もしもタヌキが世界にいたら
作詞：荒木とよひさ
作曲・編曲：坂本龍一
2. シーラカンスのユーアーマイサンシャイン
作詞：ジミー・デイヴィス
作曲：チャールズ・ミッチェル
日本語訳詞：荒木とよひさ
補作・編曲：森岡賢一郎

### もしもタヌキが世界にいたら2（フォーライフ 7K-143）
1. もしもタヌキが世界にいたら2
作詞：荒木とよひさ
作曲：坂本龍一
編曲：瀬尾一三
2. 風色の地図
作詞：荒木とよひさ
作曲・編曲：瀬尾一三

## 『もしもタヌキが世界にいたら』に登場する国名
- アメリカ
- イタリア
- ブラジル
- 社会主義エチオピア
- ソビエト（現・ロシア）
- オランダ
- インド
- エジプト
- フランス
- 南極（注：国ではないので、最後のフレーズでは首都名は『なんだっけ…？』となっていた。「こんにちは」の部分も、日本語で「こんにちは」であった）

## 『もしもタヌキが世界にいたら2』に登場する国名
- スペイン
- 中国
- ノルウェー
- イギリス
- アルゼンチン
- デンマーク
- 韓国
- ギリシャ
- スイス

## 絵本
- もしもタヌキが世界にいたら（講談社のこどもテレビブック・うたのえほん、1984年9月、ISBN 4-06-108590-5 / ISBN 978-4-06-108590-9）